# Власенко Ілля Архипович
Ілля Архипович Власенко (* 19 липня (2 серпня) 1902, Добруш — † 11 травня 1963, Київ) — радянський офіцер, учасник Радянсько-німецької війни, заступник командира 75-ї Бахмацької двічі Червонозоряної ордена Суворова гвардійської стрілецької дивізії 30-го стрілецького корпусу 60-ї Армії Центрального фронту, Герой Радянського Союзу (17.10.1943), гвардії полковник , пізніше гвардії генерал-майор.
У роки радянсько-німецької війни військовий комісар 69-ї бригади військ НКВС з охорони особливо важливих промислових підприємств, військовий комісар 13-ї мотострілецької дивізії внутрішніх військ НКВС, військовий комісар 95-ї стрілецької дивізії (2-го формування), заступник командира 75-ї Бахмацької двічі Червонозоряної ордена Суворова гвардійської стрілецької дивізії, начальник політвідділу 61-го стрілецького корпусу.
Воював на фронтах: Західний (1941–1942), Південно-Західний (1942), Сталінградський (1942–1943), Центральний, Воронезький (1943), 1-й Український (1943–1944), 1-й Білоруський (1944–1945) .
Брав участь у головних битвах війни• Оборона Москви • Харківська операція (1942) • Сталінградська битва • Битва на Курській дузі • Битва за Дніпро та визволення Києва • Операція "Багратіон" •Вісло-Одерська операція • Берлінська операція.

## Біографія
Народився 19 липня 1902 року в місті Добруші (нині Гомельська область, Білорусь) в сім'ї робітника Добрушської паперової фабрики. Закінчив початкову школу. З 1917 року працював на Добрушський паперовій фабриці
. У 1924—1926 роках — строкова служба у Червоній Армії (червоноармієць 2-го радіополку). Після армії працював у Добруші, був обраний до комітету Профспілки працівників паперової промисловості. Член ВКП/б/ (пізніше КПРС) з 1929 року.
У 1929 році переведений до ЦК Профспілки в Москву, зав. відділом кадрів. 1931 року призначений директором паперової фабрики «Червона Зірка»  м. Чашники (Білорусь), потім зав. відділом технічного контролю фабрики імені 7-ї річниці Жовтня у Москві . Був обраний депутатом Московської міської ради (Моссовет). За партійною мобілізацією в 1932 році направлений на посилення партполітроботи у військах НКВС. Служив на посадах від помічника командиру дивізіону до начальника політвідділу 14-ї дивізії військ НКВС. Вчився у Вищій прикордонній школі . У зв'язку із реорганізацією політвідділів у березні 1941 року призначений до 180-го полку НКВС заступником командира полку з політчастини.

### У роки війни
Батальйонний комісар І. А. Власенко розпочав війну на посаді військового комісара 69-ї бригади військ НКВС з охорони особливо важливих підприємств промисловості, яка у складі 50-ї армії брала участь у боях на Західному фронті. Брав активну участь в обороні м. Тула, відбиваючи наступ 2-ї танкової групи Г. Гудеріана. За мужність і героїзм, проявлені під час оборони Тули, більше п’ятдесяти бійців та командирів 69-ї бригади були нагороджені орденами і медалями. І. А. Власенко за особисту хоробрість, мужність та вміле керівництво у бою нагороджений орденом Червоного Прапора .
У лютому 1942 року старший батальйонний комісар І. А. Власенко призначений військовим комісаром 13-ї мотострілецької дивізії внутрішніх військ НКВС Південно-Західного фронту. Бере участь у її формуванні, а з травня 1942 года — у боях проти наступаючих німецьких військ  у Харківській операції в районі м. Ізюм, в обороні по річці Сіверський Донець, в районі м. Куп'янськ, м. Воронеж, по річці Хопер на схід від м. Борисоглєбськ.
Зазнавши значних втрат у боях, 15 червня 1942 року 13-та мотострілецька дивізія за наказом Ставки ВГК була переформована, введена до складу Червоної Армії і отримала найменування 95-ї стрілецької дивізії. І. А. Власенко призначений комісаром дивізії, а після скасування інституту військових комісарів — заступником командира дивізії з політчастини.
З 19 вересня 1942 року 95-та стрілецька дивізія у складі 62-ї армії бере участь в обороні Сталінграду, веде кровопролитні бої за Мамаїв курган, заводи «Червоний Жовтень», «Барикади», Тракторний до кінцевого розгрому німців 2 лютого 1943 року. За оборону Сталінграду 95-й стрілецькій дивізії було присвоєне звання гвардійської, 1 березня 1943 року вона була переформована у 75-ту гвардійську стрілецьку дивізію. Начальник політвідділу дивізії полковник І. А. Власенко за мужність, рішучість та вміле керівництво частинами дивізії у бою був нагороджений другим орденом Червоного Прапора .
З 6 липня 1943 року у районі Понирі-Ольховатка дивізія у складі 13-ї армії бере участь у відбитті німецького наступу на Курській дузі, а потім у розгромі та переслідуванні німців. За зразкове виконання бойових завдань, виявлені при цьому мужність і героїзм Указом Президії Верховної Ради СРСР 21 липня 1943 року дивізія нагороджена орденом Червоного Прапора. І. А. Власенка нагороджено орденом Червоної Зірки .
В боях за визволення України у складі 30-го стрілецького корпусу 60-ї Армії 26 серпня з початком Чернігівсько-Прип’ятської операції дивізія переходить у наступ і 27 серпня вступає на терени України, звільнивши станцію Хутір-Михайлівський. Визволяє Ямпіль, Батурин, а 9 вересня, після жорстоких боїв, місто Бахмач. За звільнення Бахмача дивізія отримує найменування "Бахмацька".
У ході Чернігівсько-Прип'ятської операції дивізія першою в полосі 60-ї армії форсує ріку Десна, а 23 вересня 1943 року першою сходу форсує ріку Дніпро за 35 км на північ від Києва і біля села Ясногородка захоплює перший на правому березі плацдарм. 23—25 вересня 1943 року І. А. Власенко при форсуванні Дніпра на північ від Києва в районі сіл Глібівка та Ясногородка Вишгородського району Київської області керував партійно-політичною роботою у військових частинах, мобілізував воїнів на успішне виконання бойових завдань, особисто організував форсування Десни і Дніпра та своїм прикладом надихав воїнів в бою. Постійно знаходився у бойових частинах, проявив мужність і самовідданість.
Указом Президії Верховної Ради СРСР від 17 жовтня 1943 року за мужність і героїзм, проявлені при форсуванні Дніпра і утриманні плацдарму гвардії полковникові Власенку Іллі Архиповичу присвоєне звання Героя Радянського Союзу з врученням ордена Леніна і медалі «Золота Зірка» (№ 1551) .
У листопаді 1943 року дивізія бере участь у боях за визволення правобережної України. Після доукомплектування через великі втрати, дивізія бере участь в Калінковицько-Мозирській операції, за визволення Калінковичей нагороджена орденом Суворова II-го ступеню. І. А. Власенка нагороджено другим орденом Червоної Зірки.
Із січня 1944 року дивізія бере участь в операції «Багратіон» з визволення Білорусі. За розгром супротивника під Бобруйськом та визволення міста Барановичі дивізію нагороджено другим орденом Червоного Прапора. І. А. Власенка нагороджено орденом Кутузова II-го ст..
У червні 1944 року І. А. Власенко призначений начальником політвідділу 61-го стрілецького корпусу  69-ї Армії 1-го Білоруського фронту. Він бере участь у боях з визволення Польщі, в форсуванні ріки Вісла та у Вісло-Одерській операції, в Берлінській наступальній операції і у захопленні Берліна. Нагороджений орденом Богдана Хмельницького II-го ст. І. А. Власенко закінчив війну 1 травня 1945 року з виходом 61-го стрілецького корпусу на ріку Ельба в районі м. Магдебург.

### Післявоєнні роки
У червні 1945 року призначений начальником Політвідділу Радянської військової адміністрації  провінції Мекленбург (Радянська окупаційна зона Німеччини), потім навчався у Військово-політичній академії ім. Леніна. Остання посада — начальник політуправління Південно-Уральського військового округу.
Звання «генерал-майор» присвоєно у 1954 році. У післявоєнні роки нагороджений орденом Трудового Червоного Прапора, орденом Червоного Прапора, орденом Леніна.
З 1957 року генерал-майор І. А. Власенко у відставці, жив у Києві.
Помер 11 травня 1963 року. Похований в Києві на Лук'янівському військовому кладовищі поруч із дружиною В.І. Власенко (Суббочевою), з якою пов'язав свою долю ще у Сталінграді.

## Нагороди
- медаль «Золота Зірка» № 1551 Героя Радянського Союзу (17 жовтня 1943)
- два ордени Леніна (1943, 1956)
- три ордени Червоного Прапора (1942, 1942, 1950)
- орден Кутузова II степеню (1944)
- орден Богдана Хмельницького II степеню (1945)
- орден Трудового Червоного Прапора (1948)
- два ордени Червоної Зірки (1943, 1945)
- медаль «За бойові заслуги»
- медаль «За оборону Москви»
- медаль «За оборону Сталінграда»
- медаль «За перемогу над Німеччиною у Великій Вітчизняній війні 1941—1945 рр.»
- медаль «За взяття Берліна»
- медаль «За визволення Варшави»
- медаль «В пам'ять 800-річчя Москви»
- медаль Медаль «30 років Радянській Армії та Флоту»
- бронзова медаль «Заслуженним у полі Слави»[pl] (Польща)
- медаль «За Одру, Нісу, Балтику» (Польща)

## Пам'ять

Меморіальна дошка у Києві

- На батьківщині Героя, в місті Добруш (Гомельська обл., Білорусь), його ім'ям названо вулицю. У Меморіалі, присвяченому землякам, що загинули у Велику Вітчизняну війну та Героям Радянського союзу, встановлена стела з ім'ям І.А.Власенка.
- В Києві на будинку № 4 по вул. Лаврській, де мешкав Герой, встановлено меморіальну дошку (у вересні 2022 року викрадена невідомими).
- В Києві на Лук'янівському військовому цвинтарі встановлено пам'ятник (скульптори А.С.Фуженко і Г.Н.Кальченко).